# ネルバ (画家)

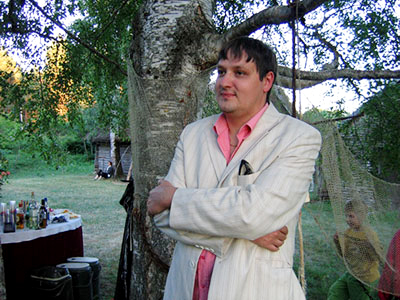
ネルバ

ネルバ（本名：コイト・ネルバ、エストニア語: Koit Nerva、1972年 - ）は、エストニアの画家。

## 略歴
エストニア南部のポルヴァ県生まれたネルバは、作曲家となる教育を受け、1996年には「ハーモニー」と呼ばれるCDアルバムをリリースした。1998年、画家に転身。当初は、アクリル画の手法を用いて独特の画風を発展させ、2002年にはワイドスクリーンデジタルボードと描画のための特別なアートペンを用い始め、2005年に彼は特殊なアートプリンタを使用して、キャンバスにプリントするジクレー・グラフィックスの作成を開始した。
2002年以来、ヨーロッパのさまざまな場所で個展を開いている

## 特徴
ネルバの描く絵は美しい色づかいが特徴である。これに、ユーモアやシュールさ、社会批判が加わって独特の世界を生み出している。作品には数々のファンタジー動物がよく登場するのも特徴の一つである。ネルバ自身は、絵を通して前向きな気持ちが伝わるよう心がけ、大自然に見られる色の調和や構図にインスピレーションを得ており、創造者のおかげだとも述べています。
ネルバは必ず作品を一枚、手元に保管している。

## 作品
100以上のアクリル画や250以上のグラフィックシリーズを製作した。
また、「Sense of the Sun」（ ISBN 9949-10-143-3 ）と「 KunsTIGUu 」 （ ISBN 9949-10-883-7 ）という2冊の絵本を刊行し、アートカレンダーやポストカードも製作している。
ときには他のアーティストとコラボすることもあり、ネルバのファンタジー動物のいくつかは、銅像が製作された。